# Sony Hit-Bit F9
Sony Hit-Bit F9 (Hit-Bit F9) је кућни рачунар фирме Сони (Sony) који је почео да се производи у Јапану током 1986. године.
Користио је Zilog Z80A микропроцесорску јединицу а RAM меморија рачунара је имала капацитет од 128 KB. 
Као оперативни систем кориштен је MSX DOS.

## Детаљни подаци
Детаљнији подаци о рачунару Hit-Bit F9 су дати у табели испод.
|                       |                                                               |
| [ 1 ]                 |                                                               |
| Произвођач            | Сони                                                          |
| Тип                   | кућни рачунар                                                 |
| Меморија              | 128 KB                                                        |
| Поријекло             | Јапан                                                         |
| Година                | 1986                                                          |
| Тастатура             | Пуни помак 92 тастера                                         |
| Процесор              |                                                               |
| Фреквенција процесора | 3,58                                                          |
| RAM                   | 128 KB                                                        |
| ROM                   | 96 (48 BASIC, 48 уграђени софтвер)                            |
| Текст                 | 32 x 24 / 80 x 24                                             |
| Графика               | 9 графичких модова, највише кориштен је 256 x 212 са 256 боја |
| Боја                  | 512                                                           |
| Звук                  | 3 гласа + канал шума, 8 октава                                |
| Димензије             | непознато                                                     |
| Портови               |                                                               |
| Оперативни систем     |                                                               |